# Edvard Lidforss
Edvard Lidforss (1833 - 1910), hispanista y cervantista sueco, traductor del Don Quijote al sueco.
Profesor de la Universidad de Lund, tradujo Don Quijote de la Mancha al sueco; esta traducción fue reimpresa (Stockholm: Forum, 1955) en dos tomos.
- Datos: Q5950323
- Multimedia: Edvard Lidforss / Q5950323